# 石橋正高
石橋 正高（いしばし まさたか、本名同じ、1979年4月6日 - ）は、日本の俳優。

## 略歴
父は俳優の石橋正次。6人兄弟の第2子次男で、兄1人、妹1人、弟3人がいる。身長170cm、体重58kg。
複雑な人間関係を描いた作品に多く関わる。サーフィン、野球などを趣味とする。
2007年7月に小柳ルミ子と婚約を発表。小柳は「いつまでも甘えられて疲れた」ために11月に同居を解消して婚約も解消したが、交際が発覚する1か月前に破局していた、と語る。
父の正次が四代目市川猿之助のスーパー歌舞伎IIや関連作品に出演して以降、正高も猿之助関連の舞台やドラマに出演する。

## 出演作品

### テレビドラマ
- 月曜ドラマスペシャル おとうと（1990年4月30日、TBS）
- ラストダンス（1990年、東海テレビ・フジテレビ系）
- 侵略美少女ミリ（2000年12月4日 - 2001年3月5日、テレビ埼玉） - ヒーロー
- 侵略ちょ〜美少女ミリ（2003年12月25日・26日、BSフジ）
- 愛のソレア 第19話・第21話・第35話（2004年10月22日・26日・11月15日、東海テレビ・フジテレビ系） - 田宮
- 青春の門-筑豊篇-（2005年3月21日、TBS） - 一平
- 37℃〜日本の恋愛温度を1℃上げよう!〜（2006年7月23日、読売テレビ）
- ミヤコが京都にやって来た! 最終話（2021年2月14日、ABCテレビ / 2月16日、tvk） - 扇店"白竹堂"の男性[3]

### テレビ番組
- 痛快TV スカッとジャパン「ブラック職場でのリアル大逆転」（2021年5月24日、フジテレビ）

### 映画
- 爆走デコトラ烈伝（2004年、ケイエスエス）
- 亡国のイージス（2005年7月30日、日本ヘラルド映画 / 松竹） - 八島武仁

### 舞台
- さよならの約束（1988年）
- JIRO-CHO（2003年）
- 大阪から来た女
- 貸席の女郎
- 三越劇場四月公演 清水の次郎長外伝 恋女房お蝶の奮闘記（2006年）
- スーパー歌舞伎II 新版オグリ（2019年新橋演舞場）
- PARCO STAGE 猿之助と愉快な仲間たち 第一回公演　朗読劇「天切り松 闇語り～闇の花道～」（2022年2月6日東京・PARCO劇場、2月8日愛知県・穂の国とよはし芸術劇場PLAT主ホール、2月13日大阪府・森ノ宮ピロティホール[4]）
- 歌舞伎座三月大歌舞伎「新・三国志 関羽篇」 - 張角（プロローグ）、村人、劉備軍の兵士、孫権軍の兵士 役（2022年3月3日 - 28日 歌舞伎座）
- 猿之助と愉快な仲間たち 第二回公演　「森の石橋松」（2022年4月13日 - 21日 六本木トリコロールシアター[5]）

### CM・キャンペーン
- 暴力団対策シリーズ　安易な選択